# Istoria Braziliei
Istoria Braziliei începe cu popoarele indigene de pe teritoriul brazilian. Portugalia a colonizat Brazilia la începutul secolului al XVI-lea.
Din motive politice (Tratatul de la Tordesillas) se consideră, în mod oficial, că Brazilia a fost descoperită de Pedro Álvares Cabral, un navigator portughez care a ajuns, din eroare, pe țărmurile Braziliei pe 25 aprilie 1500. Navigatorul spaniol Vicente Yáñez Pinzón debarcase, în locul unde se află astăzi localitatea Fortaleza, încă din 26 ianuarie 1500. Cabral a denumit locul "as Terras de Vera Cruz" (pământurile adevăratei cruci), și teritoriul a devenit colonie portugheză. Colonii portughezi au rebotezat locurile ''brasil'', după numele unei varietăți de lemn de culoarea jăratecului, foarte căutat nu numai pentru culoarea sa, ci și pentru construcția de nave. Indienii Tupinambás au fost denumiți de portughezi brasileros. Pentru că nu au reușit s-i supună spre a-i folosi ca mână de lucru, colonii portughezi au început să importe sclavi, cumpărați sau capturați din Africa. Termenul negro a început să fie pentru a-i desemna atât pe africanii importați, cât și pe indigeni, cu sensul de "sălbatic". Timp de peste trei secole milioane de africani au fost smulși din ținuturile lor din Africa și aduși ca sclavi în Brazilia. Portughezii au fost pe aproape de a fi evacuați din Brazilia de olandezi, în momentul reunirii celor două coroane iberice. Văzând incapacitatea de reacție a Madridului, colonii s-au eliberat singuri.
În secolul al XVIII-lea, sclavi care lucrau pe plantațiile de trestie de zahăr din statul Pernambouc s-au răsculat și au fugit în munți. Ei au fondat un teritoriu autonom (quilombo), denumit Palmares. Această rebeliune, care a durat aproape un secol, a fost cea mai mare răscoală a sclavilor din istorie. Sclavia a fost abolită pe 13 mai 1888.
Brazilia și-a câștigat independența abia pe 7 septembrie 1822. După statutul de colonie, Brazilia devine imperiu, sub Pedro I (care a stabilit capitala la Petrópolis) și Dom Pedro II d'Alcantara (care a fost împărat între 1831 à 1889). Pentru că a hotărât abolirea sclaviei în 1888, împotriva sa s-au ridicat marii proprietari, care l-au obligat să abdice în 1889 (și să plece în exil la Paris). O dată cu abdicarea sa, Brazilia s-a proclamat republică, iar in 1891 a devenit republică federală
Pe 4 octombrie 1930, Getúlio Vargas a dat o lovitură de stat și a devenit președinte, rămânând la putere până în 1945.
După cel de-al doilea război mondial, Brazilia, condusă în perioada 1956-1961 de președintele democrat Kubitschek, a intrat într-o etapă de dezvoltare economică rapidă. Lovitura de stat din 1964 a pus capăt acestei perioade favorabile. 
Următorii douăzeci de ani, Brazilia a trăit sub regimul unei brutale dictaturi militare. Acest regim autoritar a fost instalat, direct sau indirect, de SUA, prin intermediul CIA, cu scopul de a împiedică răspândirea comunismului în America Latină, perspectivă plauzibilă după ce Fidel Castro a înfăptuit revoluția din Cuba.
După 1970, guvernul Braziliei a participat la Operațiunea Condor, un vast plan de coordonare a dictaturilor militare latino-americane în lupta împotriva oponenților regimurilor lor dictatoriale. Această operațiune, care a fost inițiată tot de CIA, a avut ca rezultat un număr incalculabil de morți.
În 1985, Brazilia a revenit la democrație, însă a rămas dominată de haosul economic, de sărăcie și de inflația galopantă, care se ridică la mii de procente anual. Succesul a venit abia in 1993, odată cu introducerea numitului "Plano Real" care a reușit să stopeze creșterea prețurilor, să revigoreze economia braziliană și să atragă capital străin.
Pe 27 octombrie 2002, Luís Inácio da Silva zis Lula a câștigat alegerile prezidențiale, fiind reales pe 28 octombrie 2006. Este primul președinte socialist al Braziliei. A fost urmat în 2011 de Dilma Rousseff.
Cu toate acestea, o șesime din populație este analfabetă iar sărăcia domină în marile orașe, ca São Paulo, Rio de Janeiro, Salvador și Recife. Eforturile de îmbunătățire a situației economice sunt îngreunate de nivelul ridicat al datoriei externe care a depășit incredibila suma de 150 de miliarde de dolari, precum și de recesiunea economică cu care se confruntă multe alte țări la început de secol XXI.